# Kapelica sv. Petra i Pavla u Demerju
Kapelica sv. Petra i Pavla katolička je kapela smještena u zagrebačkoj četvrti Novi Zagreb – zapad u naselju Demerje. Izgrađena je 2007. godine kao rezultat zajedničkog truda lokalne zajednice i donatora. Smještena je na raskrižju putova, u Demerskoj ulici, u neposrednoj blizini naplatnih kućica autoceste Zagreb–Karlovac.

## Arhitektura
U trokutasto je krovište ugrađen sat ispod kojeg je postavljen natpis s upisanom godinom izgradnje kapele. Na bočnim se zidovima nalaze veliki prozori koji su zaštićeni stiliziranom željeznom rešetkom. Unutrašnjost završava ravnim zidom na kojem se nalazi polica s kipovima sv. Petra i sv. Pavla s njihovim simbolima (ključevima i svitkom za sv. Petra, te mačem i knjigom za sv. Pavla). Drvodjeljski izrađeni kipovi djelo su naivnog umjetnika Stjepana Balažina iz Remeta.
Iznad kipova, na zidu, nalazi se drvena ploča s natpisom »Sv. Petre i Pavle, molite za nas«, a ispred kipova se nalazi drveni oltarni stolić s raspelom i svijećnjacima.

## Galerija
- Unutrašnjost kapele
- Drveni kipovi, oltarni stolić i raspelo